# Maxim Habanec
Maxim Habanec (* 13. února 1992 Praha) je český profesionální skateboardista. Vyhrál závod světového poháru ve skateboardingu, dvakrát Mystic Sk8 cup v Praze a je šestinásobným mistrem republiky ve skateboardingu. V roce 2018 společně s Danielem Rahmanem založili online skateshop Craness.

## Biografie
Roku 1997 začal jezdit na skateboardu a v roce 2002 začal závodit na soutěžích. Je čtyřnásobným mistrem České republiky a jako první Čech zvítězil ve světovém poháru. Je dvojnásobným vítězem Mystic Skate Cupu (2010 a 2015).
Od roku 2011 je sponzorován společností Red Bull. Sponzoring pokračoval i v roce 2017. Roku 2019 se účastní kvalifikačních závodů na olympijské hry v Tokiu v roce 2020. V prvních kvalifikačních závodech však nevyjel ani bod. Je jedním z majitelů haly pro skateboarding MaxSpace. V roce 2019 se zúčastnil světového šampionátu Street League SLS v Brazílii.
Mimo jiné se podílí na tvorbě a produkci cestovních a skateboardových videí.

## Výsledky
| Datum | Země / Místo                     | Pořadatel                                            | Umístění           |
| ----- | -------------------------------- | ---------------------------------------------------- | ------------------ |
| 2008  | Česko, Brno                      | Český skateboardový pohár                            | Zlatá medaile      |
| 2008  | Česko, Praha                     | Český skateboardový pohár                            | Bronzová medaile   |
| 2008  | Česko                            | Český skateboardový pohár                            | Celkový vítěz      |
| 2009  | Česko, Olomouc                   | Český skateboardový pohár                            | Zlatá medaile      |
| 2009  | Česko                            | Český skateboardový pohár                            | Mistr ČR           |
| 2010  | Česko, Praha                     | World Cup Skateboarding, Mystic SK8 Cup              | Zlatá medaile      |
| 2010  | Itálie, Řím                      | World Cup Skateboarding                              | Bronzová medaile   |
| 2011  | Česko, Praha                     | Český skateboardový pohár                            | Best Trick         |
| 2011  | Česko, Praha                     | World Cup Skateboarding, Mystic SK8 Cup              | 4.                 |
| 2011  | Česko, Beroun                    | Grand Prix Beroun                                    | Stříbrná medaile   |
| 2011  | Estonsko, Tallin                 | Simple Session                                       | 10.                |
| 2011  | Česko, Brno                      | Český skateboardový pohár                            | Zlatá medaile      |
| 2011  | Česko, Praha                     | Horsefeathers Concrete Jam                           | Zlatá medaile      |
| 2011  | Česko, Praha                     | Pražskej Démon                                       | Zlatá medaile      |
| 2012  | Česko                            | Český skateboardový pohár                            | Mistr ČR           |
| 2012  | Česko, Beroun                    | Grand Prix Beroun                                    | Bronzová medaile   |
| 2012  | Česko, Praha                     | Pražskej Démon                                       | Stříbrná medaile   |
| 2012  | Itálie, Řím                      | World Cup Skateboarding                              | Bronzová medaile   |
| 2012  | Polsko, Leszno                   | Back to the Streets                                  | Zlatá medaile      |
| 2012  | Polsko, Bielawa                  | Lines of Bielawa                                     | Zlatá medaile      |
| 2012  | Česko, Praha                     | World Cup Skateboarding, Mystic SK8 Cup              | 5.                 |
| 2012  | Francie, Paříž                   | World Cup Skateboarding, Far'n High                  | 6.                 |
| 2012  | Německo, Münster                 | Vans Shop Riot                                       | Zlatá medaile      |
| 2012  |                                  | World Cup Skateboarding                              | 5. Overall ranking |
| 2013  | Polsko, Leszno                   | Back to the Streets                                  | Bronzová medaile   |
| 2013  | Česko, Praha                     | World Cup Skateboarding, Mystic SK8 Cup              | 5.                 |
| 2013  | Estonsko, Tallin                 | World Cup Skateboarding, Simple Session              | 5.                 |
| 2013  | Polsko, Bielawa                  | Lines of Bielawa                                     | Zlatá medaile      |
| 2013  | Česko, Praha                     | BU2R Monumental Jam                                  | Zlatá medaile      |
| 2013  |                                  | World Cup Skateboarding                              | 5. Overall ranking |
| 2014  | Německo, Berlín                  | Nike SB Berlin Open                                  | Bronzová medaile   |
| 2014  | Česko, Beroun                    | Grand Prix Beroun                                    | Zlatá medaile      |
| 2014  | Polsko, Leszno                   | Back to the Streets                                  | Bronzová medaile   |
| 2014  | Polsko, Gdaňsk                   | Baltic Games, Winter Edition                         | Stříbrná medaile   |
| 2014  | Česko, Praha                     | World Cup Skateboarding, Mystic SK8 Cup              | 7.                 |
| 2014  | Nizozemsko, Amsterdam            | Dew Tour BC                                          | Bronzová medaile   |
| 2014  | Polsko, Gdaňsk                   | Baltic Games, Summer Edition                         | Bronzová medaile   |
| 2014  | Česko, Praha                     | Horsefeathers Concrete Jam                           | Zlatá medaile      |
| 2014  | Česko                            | Český skateboardový pohár                            | Mistr ČR           |
| 2014  | Polsko, Lešno                    | Back to the Streets                                  | Bronzová medaile   |
| 2014  |                                  | World Cup Skateboarding                              | 8. Overall ranking |
| 2014  | Francie, Paříž                   | World Cup Skateboarding, Far'n High                  | 7.                 |
| 2014  | USA, Phoenix, AZ                 | Phoenix AM                                           | 14.                |
| 2015  | Česko, Beroun                    | World Cup Skateboarding Grand Prix Beroun            | 4.                 |
| 2015  | Česko, Praha                     | Mystic SK8 Cup                                       | Zlatá medaile      |
| 2015  | Německo, Berlin                  | Nike SB Berlin Open                                  | 5.                 |
| 2015  | Španělsko, Vigo                  | World Cup Skateboarding O´Marisquiño                 | 4.                 |
| 2015  | Jihoafrická republika, Kimberley | World Skateboarding Federation Kimberley Diamond Cup | 13.                |
| 2015  |                                  | World Skateboarding Federation                       | 9. Overall ranking |
| 2016  | Spojené království, Londýn       | Hold the Line                                        | 4.                 |
| 2016  | Německo, Berlin                  | Nike SB Berlin Open                                  | 11.                |
| 2016  | Polsko, Lešno                    | Back to the Streets                                  | 4.                 |
| 2016  | Slovinsko, Nova Gorica           | Flow Grind                                           | 4.                 |
| 2016  | Španělsko, Barcelona             | Barcelona Open                                       | Bronzová medaile   |
| 2016  | Česko, Ústí nad Labem            | Skate Contest Česká asociace skateboardingu          | Zlatá medaile      |
| 2016  | Dánsko, Kodaň                    | Copenhagen open Day I.                               | Bronzová medaile   |
| 2016  | Maďarsko, Budapešť               | Offline Games                                        | Stříbrná medaile   |
| 2016  | Česko, Praha                     | Český skateboardový pohár                            | Mistr ČR           |
| 2017  | Estonsko, Tallin                 | World Cup Skateboarding, Simple Session              | 8.                 |
| 2017  | Česko, Praha                     | Český skateboardový pohár Štvanice                   | Stříbrná medaile   |
| 2017  | Francie, Paříž                   | World Cup Skateboarding, Far'n High                  | 6.                 |
| 2017  | Nizozemsko, Haag                 | Pro Freestyle                                        | Stříbrná medaile   |
| 2017  | Slovensko, Košice                | Cassovia Skate Cup                                   | Bronzová medaile   |
| 2017  | Česko, Beroun                    | World Cup Skateboarding Grand Prix Beroun            | 4.                 |
| 2017  | Česko, Praha                     | Mystic SK8 Cup                                       | 5.                 |

## Dílo
Je autorem projektu Skate of Mind, který je produkován ve spolupráci se společností Red Bull. Pořad měl tři série, částečně vznikal za podpory společnosti Vans, v druhé sérii pak i za podpory společností Jägermeister a Ambassadors, ve třetí pak i za podpory společností Nikon, Horsefeathers a Queens. O projektu informovala různá média, jako např. DVTV či Reflex. Maxim Habanec působí i na sociální síti YouTube jako producent video obsahu, působit na YouTube začal v roce 2016. Na YouTube měl k dubnu roku 2018 celkem 46 tisíc odběratelů. Je autorem knihy Život je skejt.
| Rok  | Název                              | Poznámky                                 |
| ---- | ---------------------------------- | ---------------------------------------- |
| 2005 | Impact Video                       | Impact Skateboarding                     |
| 2009 | Black Rabbit 3                     | David Chvátal - Black Rabbit 3           |
| 2012 | Moments Underground                | Merge Studio, Red Bull                   |
| 2013 | On My Way                          | Red Bull video On My Way                 |
| 2013 | B-Part                             | Maxim Habanec - B-part                   |
| 2013 | Skate Gravity                      | Tomáš Vorel                              |
| 2014 | Red Bull Checkout                  | Checkout: Maxim Habanec                  |
| 2014 | Skate Trictionary                  | Red Bull Skate Trictionary India         |
| 2014 | Black Rabbit 4ever                 | David Chvátal - Black Rabbit 4ever       |
| 2014 | Skate The Line                     | Dan Vojtěch, Red Bull                    |
| 2014 | Vans Welcome                       | Vans CZ&SK Skate Welcomes Maxim Habanec  |
| 2015 | Best of 2014                       | Maxim Habanec / Best of 2014             |
| 2015 | Skate of Mind - Teaser             | Maxim Habanec, Martin Štembera, Red Bull |
| 2015 | Skate of Mind - Barcelona          | Maxim Habanec, Martin Štembera, Red Bull |
| 2015 | Skate of Mind - Dubai              | Maxim Habanec, Martin Štembera, Red Bull |
| 2015 | Skate of Mind - Budapešť           | Maxim Habanec, Martin Štembera, Red Bull |
| 2015 | Skate of Mind - Bilbao             | Maxim Habanec, Martin Štembera, Red Bull |
| 2015 | Skate of Mind - Vídeň a Bratislava | Maxim Habanec, Martin Štembera, Red Bull |
| 2015 | Skate of Mind - Praha              | Maxim Habanec, Martin Štembera, Red Bull |
| 2016 | Street part 2016 - Skate of Mind   | Maxim Habanec, Martin Štembera, Red Bull |